# Rolf Fringer
 (décembre 2013).
Si vous disposez d'ouvrages ou d'articles de référence ou si vous connaissez des sites web de qualité traitant du thème abordé ici, merci de compléter l'article en donnant les références utiles à sa vérifiabilité et en les liant à la section « Notes et références ».
Rolf Fringer, né le 26 janvier 1957 à Adliswil, est un entraîneur austro-suisse de football.